# Beverly
Beverly（ビバリー、1994年6月20日 - ）は、フィリピン出身の女性シンガーソングライター。身長153cm。2016年に日本に移住し、本格的に日本での活動をスタート。レーベルはavex trax。

## 人物と概要
小さい頃からラジオから流れる音楽に合わせて一緒に歌うことが大好きで、ホイットニー・ヒューストンやビヨンセの曲をよく歌っていたが、とても恥ずかしがり屋だったため、なかなか家族以外の人前では歌えなかったところ、母に背中を押され９歳からボイスレッスンに通い始める。
13歳になるとフィリピンの歌唱コンテストに母と一緒に出場するようになり、母が最前席で見守る中、初めてコンテストで歌った楽曲はクリスティーナ・アギレラの「The Voice Within」だった。
14歳の時にボイスレッスンコーチからの提案で米歌手・ビヨンセの『Listen』を練習曲にしたことが、のちに、本人の最大の特徴であり代名詞となる「規格外」あるいは「異次元」などと称される、3Fから5A の高音域にまで到達するという2オクターブ超のハイトーンボイス習得の契機となり、その後、高校時代に所属した「エンターテインメントクラブ」での部活動を通して、将来はプロ歌手になることを決意する。
19歳の時に初めてプロの歌唱コンテストに出場し、並み居るプロを相手にヴォーカリスト・パフォーマンス最優秀賞を受賞、その際に歌ったWhitney Houstonの「one moment in time」は、自身にとって今でも特別な曲となった。その後、アメリカやカタールなど国外の歌唱コンテストにも挑戦し続け、各国の音楽祭で数々の賞を獲得するに至り、フィリピンの有名作曲家兼音楽プロデューサーで、かつ、当時Beverlyのボイストレーナーでもあったベニー・サトルノが、日本のMISIAの育て親であり、AI、加藤ミリヤ、Lyrico、華原朋美などを手がけた株式会社ユニバーソウル代表取締役社長で音楽プロデューサーの与田春生にデモ音源を渡しBeverlyを紹介、さらに与田を介しエイベックス株式会社代表取締役社長CEOで音楽プロデューサーの松浦勝人が、そのハイトーンボイスを高く評価し、即契約となり日本での活動を開始することとなる。
元々、日本のカルチャーに興味があり、日本に行くことは『人生のやりたいことリスト』の１つだった。子供の頃から日本のアニメもよく観ていて、『ドラえもん』『スラムダンク』『幽☆遊☆白書』『NARUTO』『ONE PIECE』『カードキャプターさくら』『FAIRY TAIL』などが好きだった。これらのアニメなどを通して日本の音楽にも興味を持ち、特に大黒摩季の歌う『スラムダンク』エンディング・テーマ曲『あなただけ見つめてる』が大好きでインターネットで歌詞を探して何度も歌っていた。
フィリピンで影響を受けたアーティストは、”ポップスタープリンセス”と呼ばれる国民的歌手の「サラ・ヘロニモ（Sarah Geronimo)」で、日本においては、尊敬するディーヴァとして宇多田ヒカルとMISIAなどを挙げ、MISIAの「Everything」カヴァーのスタジオレコーディング映像をYouTubeで公開もしている。なお、来日後に知ったSuperflyや、男性では清水翔太もよく聴いていて、フィリピンではスローバラードが主体だったが、日本特有のUP BEATなPOPへの変化、対応は、自身にとって勉強になると同時に良いチャレンジになったと語る。
好きな食べ物は、エビ料理や、甘い物全般、苦手な食べ物は、お寿司や刺身などの生の魚や、オクラ、納豆、とろろなどネバネバしたもの。
夢は、日本の歌姫のアイコンになって 、NHK紅白歌合戦などの有名な音楽番組に出演し 、日本武道館など大きなホールを回る全国ツアー  や東京ドームや京セラドームなどのドーム公演を実現し 、いつの日か母国フィリピンや世界の大舞台でワンマン公演をすること、そして永遠に歌うこと、人生が終わるときまで、歌手として生きていること。
座右の銘は、「Be Positive.（いつも前向きに。）」と「"Thank you."（ありがとうを伝えることを忘れない。）」。
24時間歌とともに生きる決意と愛を込めるという意味の「Just Lsten..!」を自身のキャッチコピーとしている。
英語、タガログ語、日本語の3か国語を話す。

## 略歴

### ～2015年
- 1994年6月20日、フィリピン北部のルソン島中部にあるラグナ州カランバ市にて４人兄弟の次女として生まれる[5][37]。幼少期よりアリアナ・グランデ、ビヨンセ、ホイットニー・ヒューストンなどを聴いて育ち[1][24]、母の勧めで9歳よりボイスレッスン[7] に通いながらシンガーを志す[1][37]。
- 2013年7月、アメリカの「World Championships of Performing Arts」にてボーカリスト・パフォーマンス最優秀賞を受賞[17]。
- 2014年2月、フィリピンの「National Commission for Culture and the Arts」にて"Harvest of Honors"賞を受賞[17]。
- 2014年9月、「A Song of Praise Music Festival Year 3」にて最優秀演出賞を受賞[17]。
- 2015年、アメリカ・フィリピン・カタール[21]など数々の音楽祭で賞を受賞した後は、フィリピンの有名作曲家であるベニー・サトルノ（Vehnee Saturno）とプロデビューに向けてトレーニングを重ねる[22]。

### 2016年
- 5月、生活の拠点を日本に移し、日本でのプロデビューに向けて本格的に活動をスタート[21]。
- 6月28日、Beverlyオフィシャルサイト公開開始 [38]。
- 8月28日、avex主催の「a-nation」のシューティングアクトに抜擢[39][40]。
- 9月27日、Beverly本人が自身のTwitterを通じて、月曜、水曜、金曜の昼に街中でアカペラで歌う「ランチタイムLIVE」を配信開始[40]。
- 11月9日、レコチョクで林部智史 & Beverlyによるホール・ニュー・ワールド（新しい世界）を初配信。
- 11月16日、ディズニーのコンピレーションアルバム『Disney Magical Pop Christmas』のうち3曲に参加[41]。
- 12月28日、自身初となるデジタルミニアルバム「Tell Me Baby EP」を配信リリース[21]。

### 2017年
- 元旦、フジテレビ『新春!爆笑ヒットパレード』にてピコ太郎に「2017年ブレイクする次世代歌姫」として推薦される[40][42]。
- 初春、Beverlyの卓越したライブパフォーマンスに惚れ込んだ小栗旬が、自身が主演するドラマのプロデューサーに紹介[43][44]したことを機にデビューアルバム「AWESOME」に収録される「I need your love」が、関西テレビ制作・フジテレビ系、2017年4月クールの火曜21時ドラマ枠『CRISIS 公安機動捜査隊特捜班』の主題歌（オープニング曲）に、そして「Empty」が挿入歌に抜擢される[45]。
- 4月11日、「I need your love」のミュージックビデオが解禁される[41]。
- 5月、リリースを迎えるにあたり、ITunesトップソング（総合）1位、レコチョクシングル1位 [46]、Shazam検索4週連続1位、dtv音楽ジャンル1位など各種チャートを席巻、dTV×FOD共同製作ドラマ『パパ活』が主題歌として「AWESOME」に収録される「Unchain My Heart」を起用[22]。
- 5月14日、Beverly オフィシャル Instagram を日本で開設[47]。
- 5月31日、デビューアルバム「AWESOME」をリリース[48]。
- 6月15日、YouTubeによるこれからの活躍が期待されるアーティストの支援を行う新プログラム「YouTube Music Sessions（ミュージック セッションズ）」の第1回目の8組のアーティストの１人として選出される[49]。
- 7月、「I need your love」のミュージックビデオが500万回再生を超え「レコチョク 上半期ランキング2017」新人アーティストランキング1位を受賞[50]。
- 8月6日、『行列のできる法律相談所』（日本テレビ）に出演し[50]、ドラマ『CRISIS』の主題歌「I need your love」を歌唱。さらに、同番組内の宮迫博之の歌の定番コーナーで、欧陽菲菲の代表曲のひとつである「ラヴ・イズ・オーヴァー（LOVE IS OVER）」をハイトーンボイスでデュエット共演し、約4ヶ月前に配信がスタートした「I need your love」が、iTunes／レコチョクなど10のランキングチャートで再びTOP10入りに返り咲くほどの多くの反響を呼んだ[51]。
- 8月10日 幕張メッセで開催された、アリアナ・グランデの来日公演『デンジャラス・ウーマン・ツアー』のサポートアクトとして出演し[52]、そのリハーサルを見たアリアナ・グランデ本人から「あなたの歌の力があればお客さんをノックアウトできること間違いない！」と激励され本番前にもかかわらず感動で涙する[53][54][55]。
- 8月26日・27日、『a-nation 2017』に2夜連続シューティングアクトとして出演[56]。
- 9月3日放送スタートのテレビ朝日系『仮面ライダービルド』の主題歌「Be The One」に、小室哲哉と浅倉大介の新ユニット「PANDORA」のフィーチャリングボーカル (PANDORA feat. Beverly) として参加[57]。
- 9月10日、ハンズオン東京主催の障がい者の「就労」を促進するための日本初のプロジェクト「LIVES TOKYO」のテーマソングの作詞作曲を担当した音楽プロデューサーのつんく♂からのオファーにより、書き下ろしのイベントテーマソング「Happy now」のボーカルにBeverlyが抜擢され、イベント当日のステージ上でつんく♂のギター伴奏のもと熱唱し[58][58]、当日出席していた安倍昭恵首相夫人から賞賛を受ける[59]。
- 10月5日、日本での初のワンマンライブ『～Beverly 1st JOURNEY「AWESOME」～』を渋谷WWWにて開催[1][45][60][61]、チケットは発売開始1時間で即完売した[62]。
- 10月25日、ディズニー・チャンネル・オリジナル・ムービー『ハイスクール・ミュージカル』『ディセンダント』シリーズを手がけた監督・プロデューサーのケニー・オルデガによるディズニーの名曲の数々を大胆アレンジしたカヴァーアルバム「Thank you Disney」にライオンキングの主題歌「愛を感じて」で参加。
- 10月30日、総理大臣公邸で行われた安倍晋三内閣総理大臣とフィリピン共和国のロドリゴ・ドゥテルテ大統領との日・比首脳会談後の晩餐会において、以前よりBeverlyの歌唱力を賞賛していた安倍昭恵首相夫人から「大統領をおもてなしする際に、その素敵な歌声を披露して欲しい。」とのオファーを受け両国首脳、両政府関係者の前で歌唱披露し、ドゥテルテ大統領に絶賛される[59]。
- 11月12日、日本でBeverlyの歌声に感銘を受けたドゥテルテ大統領からのオファーにより、母国フィリピンにて11月10日から14日に開催された「ASEAN首脳会議」における「ASEAN設立50周年記念晩餐会」で、ドゥテルテ大統領、安倍総理夫妻、アメリカのドナルド・トランプ大統領など21カ国の政府関係者1500名の前でフィリピンのベニー・サトルノ作曲「今もあなたが…」、そして新曲「Future」を外旋歌唱 [59][63]。この際、安倍総理は、一曲目の「今もあなたが…」の歌終わりに1人立ち上がり、曲中何度も手を振り賞賛、アメリカのトランプ大統領は、Beverlyが歌唱中、料理には手をつけずに歌声に聴き入り、演目後に拍手喝采したという[63]。
- 11月22日、ラテンミュージックとして16週連続全米1位（歴代１位／グラミー賞ノミネート）で2017年全世界でYoutube再生回数が45億回という驚異的な記録を打ち立てたルイス・フォンシ(Luis Fonsi)の「Despacito」の日本語カバーバージョン（歌詞：カミカオル／アレンジ：Jazztronikの野崎良太）を配信開始 [64]、このミュージックビデオ撮影は、Beverly初の海外ロケとなるタイで敢行され[65]、そのセクシーで哀愁のある女性初の日本語カヴァーに、ルイス・フォンシ本人からも絶賛のコメントが届く [66]。
- 12月20日、「レコチョク年間ランキング2017」新人アーティスト部門で1位受賞、「2017年間USEN HITランキング(J-POPランキング)」にて「I need your love」が第7位にランクイン[67][68]。

### 2018年
- 1月19日、日本語カバー「Despacito」のミュージックビデオ(Full Ver.)が2018年01月度のMTV JAPANのMTV「EXCLUSIVE」に決定 [69]。
- 1月24日、Beverlyをボーカルに迎えた、小室哲哉と浅倉大介(access)によるユニット”PANDORA（パンドラ）”新曲「Be The One」がオリコンシングルデイリーランキング3位、さらには配信サイト、iTunes、レコチョク、Amazon digital music、mora、ドワンゴジェイピー、music.jpで1位を獲得し、その他各種サイトでも上位にランキングされる[70]。
- 2月5日、Spotifyにて、新曲「A New Day」や「All I Want」他、全20曲聞けるプレイリスト「All about Beverly」が配信開始[71]。
- 2月27日、「第32回日本ゴールドディスク大賞"ベスト5ニュー・アーティスト"賞」を受賞[72]、LINEスタンプにて、マナーモード時にスタンプをタップすると、Beverlyのサウンドが再生される（iPhoneの場合）「Beverly BEST うたんぷ」の発売が開始[73]。
- 2月28日、オール生楽器編成によりレコーディングされた、普遍的な「愛」がテーマの新曲「A New Day」を含む初シングルをリリース[32]。この「A New Day」は、原作が人気漫画家・東村アキコの代表作で芳根京子主演の全国フジテレビ系2018年1月クールの月曜9時枠ドラマ「海月姫」の主題歌に採用された[74]。
- 3月1日、初シングル「A New Day」の発売記念として、Beverly初となるツイキャス生配信にて収録曲解説＆アカペラ歌唱を披露[75]。
- 3月29日、2ndアルバム「24」収録予定の新曲「Baby don’t cry ～神様に触れる唇～」が、江口洋介主演のテレビ東京系2018年4月クールの月曜10時枠ドラマ「ドラマBiz『ヘッドハンター』」の完全書き下ろしの主題歌に[76]、同じく新曲の「Power of love」が、宮根誠司がMCを務めるフジテレビ系『Mr.サンデー』のエンディングテーマ曲に[77]、さらに、新曲「LOVE THERAPY」が、土屋太鳳出演の日本コカ・コーラ社「爽健美茶」新CMの完全書き下ろしの2018年キャンペーンソングとして各々採用される[78][79]。
- 4月2日、アメーバブログにてBeverlyオフィシャルブログ「Just Listen...!」を開設[80]。
- 4月25日、小室哲哉が音楽監督を務める、スマートフォン向けゲーム「ガーディアンズ」の主題歌『Guardian』にフューチャリングボーカル（TETSUYA KOMURO feat.Beverly）として参加[81]。
- 6月20日、Beverlyのキャッチコピーでもある「Just Lsten..! （「24」時間歌とともに生きる決意と愛）」を込めた2ndアルバム「24(トゥエンティーフォー)」をBeverlyの「24」歳の誕生日である6月20日に発売[82]、なお当日は「24」歳のバースデーを迎えたBeverlyが、アルバムのタイトル「24」にちなみ、「24」歳の「24」名の一般客を招待した「24」分間だけの限定ライブイベントも開催された[83]。
- 7月1日、Beverly メールマガジン配信＆会員募集受付開始。
- 7月、自身初の東名阪ワンマンライブツアー「Beverly 2nd JOURNEY 「24」」を開催[84]、なお、当該ツアーチケットでは、当日のサウンドチェック・リハーサルに参加できるなどの特典付PREMIUM TICKETも新たに用意された。
- 秋、Beverly 3rd. JOURNEYワンマンライブツアーを開催予定。
- 2022年11月27日、小室哲哉ヒストリア東京公演にてゲストボーカルとして参加。Bunkamuraオーチャードホール。

## タイアップ
| 曲名等                                        | タイアップ                                                                      | 時期             |
| --------------------------------------------- | ------------------------------------------------------------------------------- | ---------------- |
| Just once again                               | dTV「キス×kiss×キス Special chapter」主題歌                                     | 2017年01月19日～ |
| Tell Me Baby                                  | カラオケボイスドリンクCM～歌姫ビバリーVer.～                                    | 2017年03月06日～ |
| I need your love                              | 小栗旬主演:カンテレ・フジテレビ系ドラマ『CRISIS 公安機動捜査隊特捜班』OP主題歌  | 2017年04月11日～ |
| Empty                                         | 小栗旬主演:カンテレ・フジテレビ系ドラマ『CRISIS 公安機動捜査隊特捜班』挿入歌    | 2017年04月11日～ |
| Never Ever                                    | テレビ東京系列『たけしのニッポンのミカタ！』エンディングテーマ                  | 2017年04月14日～ |
| Unchain My Heart                              | 飯豊まりえ主演:dTV×FOD共同製作ドラマ『パパ活』主題歌                            | 2017年06月26日～ |
| Tell Me Baby                                  | チャペル・ド・コフレ札幌（ウェディングスクエア札幌）CFタイアップ                | 2017年07月06日～ |
| Sing my soul                                  | 日テレ RESORT @seazoo 2017イメージソング                                        | 2017年07月08日～ |
| Be The One                                    | テレビ朝日系ドラマ「仮面ライダービルド」主題歌                                  | 2017年09月03日～ |
| Happy now                                     | Hands On Tokyo「LIVES」テーマソング（Sound Produced by つんく♂）                | 2017年09月10日～ |
| ゴスペル風フェイク                            | ABCマートCM「CONVERSE ALL STAR 100 VOCAL」篇                                    | 2017年10月05日～ |
| All I Want                                    | 飯豊まりえ出演:アパマンCMソング「ecobike(シェアサイクル)キャンペーン」篇        | 2017年12月07日～ |
| Xmas with you                                 | 2017アピタ･ピアゴ クリスマスCMイメージソング                                    | 2017年12月15日～ |
| A New Day                                     | 芳根京子主演:フジテレビ系月９ドラマ「海月姫」主題歌                             | 2018年01月15日～ |
| Despacito                                     | TBS系テレビ『ランク王国』2018年2月・3月度 オープニングテーマ                    | 2018年02月03日～ |
| All I Want                                    | SBS（静岡放送）開局65周年特別企画 Jリーグ開幕スペシャル タイアップソング        | 2018年02月20日～ |
| Happy now                                     | 紗栄子出演:子ども成長応援サプリ『成長戦隊ノビルンジャー』CMソング               | 2018年02月21日～ |
| Baby don’t cry ～神様に触れる唇～             | 江口洋介主演:テレビ東京系月10春ドラマ「ヘッドハンター」主題歌                   | 2018年04月01日～ |
| Power of love                                 | フジテレビ系『Mr.サンデー』エンディングテーマ曲                                 | 2018年04月01日～ |
| LOVE THERAPY                                  | 土屋太鳳出演:爽健美茶 2018 CMソング「爽健美茶 カラダが喜ぶ、わたし整う」篇      | 2018年04月09日～ |
| Guardian                                      | 小室哲哉音楽監修:スマートフォン向けゲーム「ガーディアンズ」主題歌               | 2018年04月25日～ |
| JUMP!                                         | 飯豊まりえ出演:ヴィート(Veet) 2018 CMソング「スキンケア・除毛」篇               | 2018年05月08日～ |
| I’m Ready                                     | 飯豊まりえ出演:クレアラシル 2018 CMソング「ニキビ宣戦布告」篇                   | 2018年05月27日～ |
| Fly in the sky (Produced by Sick Individuals) | 東京ヤクルトスワローズ公式ダンスチーム「Passion」オープニングパフォーマンス楽曲 | 2018年06月01日～ |
| Tomorrow                                      | 鴨川シーワールド2018夏テーマソング & 夏CMソング「FAMILY篇／DATE篇」             | 2018年06月27日～ |
| Everlasting Sky                               | 『劇場版 仮面ライダービルド Be The One』主題歌                                  | 2018年08月04日～ |
| Endless Harmony feat. LOREN                   | テレビ東京系アニメ『FAIRY TAIL』ファイナルシリーズ エンディングテーマ           | 2018年10月05日～ |
| Again                                         | テレビアニメ『フルーツバスケット』オープニングテーマ                            | 2019年04月06日～ |
| ココ                                          | 『劇場版ポケットモンスター ココ』オープニングテーマ                             | 2020年12月25日～ |
| Swamp!                                        | 鶴嶋乃愛・村井良大主演: MBSドラマ特区『あなたは私におとされたい』OP主題歌       | 2023年01月06日～ |
| アンダンテに砂時計                            | 犬飼貴丈・飯島寛騎主演: BS-TBS 木曜ドラマ23『僕らの食卓』オープニング主題歌     | 2023年04月06日～ |
| Bumpy                                         | 船越英一郎主演: 東海テレビ・フジテレビ系土ドラ『テイオーの長い休日』OPテーマ    | 2023年06月03日～ |
| Rising Fighter                                | テレビ朝日系ドラマ「仮面ライダーガッチャード」挿入歌                            | 2023年09月10日～ |

## ライブ
| 日程                          | タイトル | 会場                                                     |
| ----------------------------- | --- | -------------------------------------------------------- |
| 2016年08月28日                | 『a-nation stadium fes. powered by dTV』シューティングアクト                                                       | 東京・味の素スタジアム                                   |
| 2016年09月27日                | ランチタイムにBeverlyの歌声をお届けするランチタイムLIVE~開始                                                       | 日本各地・Anytime Anywhere!!                             |
| 2016年10月29日                | ルミネエストHALLOWEEN PARTY                                                                                        | 東京・ルミネエスト新宿屋上特設ステージ                   |
| 2016年11月19日                | イオンモール常滑ワンダーフォレストきゅりおイルミネーション点灯式ミニライブ                                         | 愛知・イオンモール常滑                                   |
| 2016年11月24日                | SWISH Presents“音遊～OTOASOBI～                                                                                    | 東京・WWW X                                              |
| 2016年12月11日                | さがみ湖イルミリオンライブ／ (AZU、Beverly)                                                                        | 神奈川・さがみ湖リゾートプレジャーフォレスト特設ステージ |
| 2016年12月18日                | 「Miracles Happen」1st.ミニアルバム発売記念クリスマスSPミニライブ                                                  | 神奈川・ラゾーナ川崎プラザ2Fルーファ広場                 |
| 2017年01月28日                | YMA Presents Free Live"TOWER OF MUSIC vol.85                                                                       | 神奈川・横浜マリンタワー                                 |
| 2017年02月19日                | FMヨコハマ マラソン2017 supported by みそと豆乳のマルサンSpecial Live                                              | 神奈川・横浜赤レンガ倉庫周辺                             |
| 2017年03月19日                | 関西コレクションオープニングアクト                                                                                 | 大阪・京セラドーム大阪                                   |
| 2017年03月23日                | Coming Next 2017                                                                                                   | 東京・豊洲PIT                                            |
| 2017年05月03日                | FM802 FUNKY MARKETスペシャルアコースティックライブ                                                                 | 大阪・万博記念公演自然文化園お祭り広場                   |
| 2017年05月05日                | FM新潟 BANDAI EARTH FESTA                                                                                          | 新潟・万代シテイ                                         |
| 2017年05月19日                | TBS「ライブB♪」Beverly、宮脇詩音、他7組との公開収録・観覧ライブ                                                    | 東京・赤坂TBSテレビ・Bスタジオ                           |
| 2017年05月22日                | 『CRISIS 公安機動捜査隊特捜班』SPイベント"Beverly Live(LINE LIVE)"                                                 | 大阪・カンテレ本社スタジオ                               |
| 2017年05月27日 2017年05月28日 | デビューアルバム「AWESOME」発売記念イベント IN 沖縄                                                                | 沖縄・サンエー西原シティ                                 |
| 2017年06月03日                | デビューアルバム「AWESOME」発売記念ミニライブ＆サイン会                                                            | 神奈川・ラゾーナ川崎                                     |
| 2017年06月04日                | デビューアルバム「AWESOME」発売記念イベント                                                                        | 大坂・あべのキューズモール                               |
| 2017年06月10日                | デビューアルバム「AWESOME」発売記念イベント                                                                        | 埼玉・イオンレイクタウン                                 |
| 2017年06月24日                | 仙台放送まつり2017 仙台万博                                                                                        | 宮城・勾当台公園市民広場                                 |
| 2017年06月30日                | 【Web Live】GYAO! プレミアムフライデーライブ                                                                       | 東京・Yahoo! JAPAN 本社17階 LODGEスタジオ                |
| 2017年07月08日                | デビューアルバム「AWESOME」発売記念イベント                                                                        | 埼玉・イオンモール与野                                   |
| 2017年07月16日                | ODAIBA DANCE MUSIC FESTIVAL SANCTUARY 2017                                                                         | 東京・お台場"SANCTUARY 2017"特設会場                     |
| 2017年07月17日                | みんなの夢大陸マイナビステージ Beverly SPライブ                                                                    | 東京・フジテレビ本社屋みんなの夢大陸特設ステージ         |
| 2017年07月18日                | テレ朝夏祭り・コカ･コーラ SUMMER STAION 音楽LIVE                                                                   | 東京・六本木ヒルズSUMMER STATION LIVEアリーナ            |
| 2017年07月22日                | TBC開局65周年震災復興支援イベントTBC夏まつり2017                                                                   | 宮城・勾当台公園市民広場                                 |
| 2017年07月23日                | 岐阜市信長公450プロジェクト『ぎふ信長“彩”の楽市』                                                                  | 岐阜・みんなの森 ぎふメディアコスモス                    |
| 2017年07月24日                | ZIP-FM SUMMER STATION from LAGUNA TEN BOSCH                                                                        | 愛知・ラグーナテンボス                                   |
| 2017年07月29日                | デビューアルバム「AWESOME」発売記念イベント                                                                        | 佐賀・モラージュ佐賀                                     |
| 2017年07月30日                | iTSCOM開局30周年記念 フタコTV2017 Summer TV Festival by iTSCOM MUSIC ON! TV（エムオン!） presents Beverly SP・Live | 東京・iTSCOM STUDIO & HALL二子玉川ライズ                 |
| 2017年08月04日                | Nexgen（ネクスジェン）After Party                                                                                  | シンガポール・Timbre＋                                   |
| 2017年08月06日                | OTODAMA SEA STUDIO 2017 ～海の風を聴いて2017～                                                                     | 神奈川・三浦海岸OTODAMA特設ステージ                      |
| 2017年08月09日                | Nagoya-Jo Summer Festival ～名古屋城 夏祭り～                                                                      | 愛知・名古屋城 二之丸広場                                |
| 2017年08月10日                | アリアナ・グランデ来日追加公演「デンジャラス・ウーマン・ツアー」サポートアクト                                     | 千葉・幕張メッセ国際展示場                               |
| 2017年08月11日                | 関西テレビ Presents. 110%                                                                                          | 大坂・なんばHatch                                        |
| 2017年08月13日                | みなと横浜ゆかた祭り フィナーレイベント                                                                            | 神奈川・横浜新都市ビル（そごう横浜店 2F 風の広場）       |
| 2017年08月14日                | デビューアルバム「AWESOME」発売記念イベント                                                                        | 香川・イオンモール綾川                                   |
| 2017年08月16日                | キラチャレ2017 中国予選                                                                                            | 広島・イオンモール広島府中                               |
| 2017年08月20日                | 神宮外苑花火大会・Beverlyオープニングアクトライブ                                                                  | 東京・明治神宮外苑特設ステージ                           |
| 2017年08月26日 2017年08月27日 | a-nation 2017 | 東京・味の素スタジアム                                   |
| 2017年08月31日                | サカススーパーライブ                                                                                               | 東京・赤坂サカスステージ                                 |
| 2017年09月02日                | デビューアルバム「AWESOME」発売記念イベント                                                                        | 愛知・イオンモールナゴヤドームセントラルコート           |
| 2017年09月10日                | Hands On Tokyo「LIVES」                                                                                            | 東京・東京ミッドタウン/ホールA・B等                      |
| 2017年09月16日                | ULTRA JAPAN 2017 (PANDORA feat. Beverly)                                                                           | 東京・お台場ULTRA JAPAN 特設LIVE STAGE                   |
| 2017年09月16日                | DOUBLE D × HB × GLAMOROUS TOKYO                                                                                    | 東京・渋谷 Club asia                                     |
| 2017年09月24日                | さっぽろオータムフェスト2017                                                                                       | 北海道・札幌大通公園西「お肉10丁目」特設ステージ         |
| 2017年09月30日                | mama fes 2017 Autumn                                                                                               | 東京・二子玉川ライズ iTSCOM STUDIO＆HALL                 |
| 2017年10月05日                | ～Beverly 1st JOURNEY「AWESOME」～東京公演                                                                         | 東京・渋谷WWW                                            |
| 2017年10月21日                | HOKURIKU Girls girls FESTIVAL 2017                                                                                 | 富山・富山市総合体育館                                   |
| 2017年10月27日                | THE BEST #ageHalloween17 -MYSTICAL MAGIC- DAY1                                                                     | 東京・ageHa @STUDIO COAST                                |
| 2017年10月28日                | 東海テレビ感謝祭2017「みんなのHALLOWEEN」                                                                          | 愛知・久屋大通公園エンゼル広場                           |
| 2017年10月30日                | 日・フィリピン首脳会談晩餐会(Live Performance)                                                                     | 東京・総理大臣公邸                                       |
| 2017年11月03日                | 2017 佐賀インターナショナルバルーンフェスタ                                                                        | 佐賀・嘉瀬川河川敷                                       |
| 2017年11月05日                | BRUSH UP KANSAI2017                                                                                                | 大坂・大阪城野外音楽堂                                   |
| 2017年11月08日                | TOKYU CHRISTMAS WONDERLAND 2017 Disney DREAM MOMENTSクイーンズスクエア横浜クリスマスツリー点灯式                   | 神奈川・クイーンズスクエア横浜                           |
| 2017年11月08日                | 【Web Live】Beverly ショーケースライブ"Just Listen..!"                                                             | 東京・六本木ヒルズ森タワー29F YouTube Space Tokyo        |
| 2017年11月12日                | ASEAN設立50周年記念晩餐会(Live Performance)                                                                        | フィリピン・Luneta and end at the Cultural Center        |
| 2017年11月15日                | 村上佳佑「Beautiful Mind」発売記念・スペシャルゲストライブ                                                         | 東京・東京ドームシティラクーアガーデンステージ           |
| 2017年11月17日                | アミュプラザ長崎 点灯式イベント「ナガサキ☆テラス」                                                                 | 長崎・アミュプラザ長崎1Fかもめ広場                       |
| 2017年11月19日                | VOGUE FASHION’S NIGHT OUT OSAKA                                                                                    | 大阪・うめだ阪急&阪急メンズ大阪                          |
| 2017年11月21日                | 『Disney Music Party』powered by Disney mobile                                                                     | 東京・昭和女子大学人見記念講堂                           |
| 2017年12月13日                | ～Beverly 1st JOURNEY「AWESOME」Encore Tour～大阪公演                                                              | 大阪・心斎橋JANUS                                        |
| 2017年12月14日                | ～Beverly 1st JOURNEY「AWESOME」Encore Tour～東京公演                                                              | 東京・マイナビBLITZ赤坂                                  |
| 2017年12月17日                | YouTube FanFest 2017                                                                                               | 東京・東京ビッグサイト                                   |
| 2017年12月24日                | DANCE NATION WHITE X'MAS 2017                                                                                      | 千葉・幕張メッセ国際展示場7・8ホール                     |
| 2018年01月04日                | LAGUNA MUSIC FES.2018 新春スペシャル                                                                               | 愛知・ラグーナテンボス・ラグナシア屋外特設ステージ       |
| 2018年01月13日                | 東京オートサロン2018"AUTO SALON SPECIAL LIVE"                                                                      | 千葉・幕張メッセイベントホール                           |
| 2018年01月24日                | 超英雄祭 KAMEN RIDER × SUPER SENTAI LIVE & SHOW 2018                                                               | 東京・日本武道館                                         |
| 2018年02月10日                | ISHIN-DENSHIN INTERNATIONAL MUSIC FESTIVAL                                                                         | フィリピン・Aseana City(Aseana Concert Grounds)          |
| 2018年02月17日                | Thank You Disney Live 2018                                                                                         | 東京・中野サンプラザ                                     |
| 2018年02月25日                | 初シングル「A New Day」発売記念イベントミニライブ                                                                  | 埼玉・イオンレイクタウン kaze 1F 翼の広場                |
| 2018年03月03日                | 神戸コレクション2018S/S"                                                                                           | 神戸・ワールド記念ホール（神戸ポートアイランドホール）   |
| 2018年03月04日                | 初シングル「A New Day」発売記念イベントミニライブ（同時ツイキャス生配信）                                          | 東京・ららぽーと立川立飛イベント広場                     |
| 2018年03月06日                | ブルボン Presents ギンザめざましクラシックス Vol.83                                                                | 東京・ヤマハホール                                       |
| 2018年03月07日                | 【Web Live】LINE「タテライブ」 #66 Beverly                                                                         | 配信・LINE LIVE（ラインライブ）                          |
| 2018年03月09日                | 2018 ハンズオン東京 春のチャリティ・コンサート                                                                     | 東京・サントリーホール ブルーローズ（小ホール）          |
| 2018年03月21日                | エイベックス・スペシャルステージイベント                                                                           | 大阪・JR大阪駅 時空の広場                                |
| 2018年03月24日                | KAB MUSIC CARNIVAL 2018                                                                                            | 熊本・グランメッセ熊本                                   |
| 2018年03月25日                | 福岡アジアコレクション2018 SPRING - SUMMER                                                                         | 福岡・福岡国際センター                                   |
| 2018年03月29日                | ZIP!春フェス 2018                                                                                                  | 東京・東京ドームシティーホール                           |
| 2018年03月30日                | 羽田空港国際線ターミナルでもっと！海外へ2018イベントライブ                                                         | 東京・羽田空港国際線ターミナル 4F 江戸舞台               |
| 2018年04月15日                | Friends of Disney Concert 2018(2部制)                                                                              | 東京・ 国際フォーラム ホールA                            |
| 2018年04月21日                | SPORTS×MUSICスペシャルトーク＆ライブ/JFN「DAILY FLYER」公開録音                                                    | 宮崎・イオンモール宮崎 hinata TERRACE 特設ステージ       |
| 2018年04月30日                | コクーンシティ・3rd Anniv. SP EVENT Guest Live(2部制)                                                              | 埼玉・コクーンシティ・コクーン2コクーンひろば            |
| 2018年05月06日                | NHKワールドTV・テレビジャパン「J-MELO」公開収録ライブ                                                              | 埼玉・ 大宮ソニックシティ・大ホール                      |
| 2018年05月08日                | NHK「うたコン」公開観覧ライブ                                                                                      | 東京・ NHKホール                                         |
| 2018年05月12日                | チャリウッド2018「MBS ＋music SPECIAL LIVE」                                                                       | 大阪・ 梅田芸術劇場前特設ステージ                        |
| 2018年05月19日                | 石川テレビ創立50周年50～るの石川さんカーニバル(2部制)                                                              | 石川・①金沢フォーラス6Ｆ②金沢駅もてなしドーム地下広場    |
| 2018年06月10日                | NACK5「カメレオンパーティー」公開生放送・ミニライブイベント                                                        | 東京・サンシャインシティ噴水広場                         |
| 2018年06月15日                | TBS「ライブB♪」観覧ライブ                                                                                          | 東京・赤坂TBSテレビ・Bスタジオ                           |
| 2018年06月17日                | Philippine EXPO 2018 Ueno Park Tokyo ゲストライブ                                                                  | 東京・ 上野恩賜公園噴水広場特設ステージ                  |
| 2018年06月19日                | 【Web Live】LINE LIVE『Beverly「２４」発売記念公開リハーサルライブ                                                 | 配信・LINE LIVE（YouTube/Facebook同時配信）              |
| 2018年06月20日                | Beverly 「２４」発売記念 TWENTY FOUR限定 GYAO!プレミアムライブ                                                     | 東京・Yahoo! JAPAN 本社17階 LODGEスタジオ                |
| 2018年06月23日                | 2ndアルバム「２４」発売記念イベント                                                                                | 埼玉・ イオンレイクタウン mori 1F 木の広場               |
| 2018年06月24日                | bayfm ✕ LaLaport TOKYO-BAY MUSIC JAM公開録音イベント                                                               | 千葉・三井ショッピングパークららぽーとTOKYO-BAY中央広場  |
| 2018年06月25日                | フィリピン観光省主催フィリピンビジネスミッション・レセプション                                                     | 東京・ ザ・リッツ・カールトン東京                        |
| 2018年07月01日                | Beverly 2nd JOURNEY 「24」大阪公演                                                                                 | 大阪・ 大阪YES THEATER                                   |
| 2018年07月07日                | Beverly 2nd JOURNEY 「24」名古屋公演                                                                               | 愛知・ 名古屋JAMMIN'                                     |
| 2018年07月08日                | Beverly 2nd JOURNEY 「24」東京公演                                                                                 | 東京・ 代々木YAMANO HALL                                 |
| 2018年07月15日                | SOUL POWER TOKYO SUMMIT 2018                                                                                       | 東京・国際フォーラム ホールA                             |
| 2018年07月16日                | テレ朝夏祭り SUMMER STATION 仮面ライダー夏映画 SPイベント                                                          | 東京・テレ朝 SUMMER STATION LIVEアリーナ                 |
| 2018年07月22日                | 第35回小清水ふるさとまつりじゃがいもフェスティバル100th Anniv. Live                                                | 北海道・小清水町開基100年記念公園・トリム公園            |
| 2018年07月28日                | a-nation 2018 supported by dTV & dTVチャンネル 三重公演                                                            | 三重・ナガシマスパーランド 芝生広場野外特設ステージ      |
| 2018年07月29日                | CBCラジオ夏まつり2018                                                                                              | 愛知・名古屋市久屋大通公園エディオン久屋広場ステージ     |
| 2018年08月04日                | 第８回「やるしかねぇべ祭」SPECIAL LIVE                                                                             | 福島・新地町総合公園 こどもの森広場                      |
| 2018年08月06日                | テレ朝 六本木ヒルズ夏祭り コカ･コーラ SUMMER STAION 音楽LIVE                                                       | 東京・テレ朝 SUMMER STATION LIVEアリーナ                 |
| 2018年08月19日                | a-nation 2018 supported by dTV & dTVチャンネル 大阪公演                                                            | 大阪・ヤンマースタジアム長居                             |
| 2018年08月25日                | a-nation 2018 supported by dTV & dTVチャンネル 東京公演                                                            | 東京・味の素スタジアム                                   |
| 2018年09月22日                | 沖縄テレビpresents Power Of Voice 2018                                                                             | 沖縄・沖縄コンベンションセンター劇場棟                   |